# ビヴァリー・シルズ

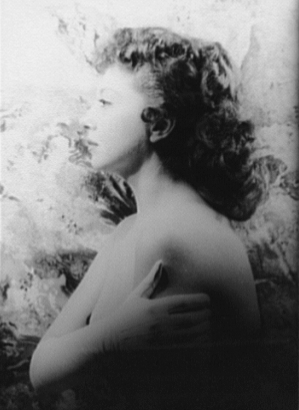
ビヴァリー・シルズ、1956年、カール・ヴァン・ヴェクテン撮影。

ベヴァリー（またはビヴァリー）・シルズ（Beverly Sills, 1929年5月25日 - 2007年7月2日）は、アメリカ合衆国の最も有名なオペラの歌手の一人。1960年代から1970年代にかけて、コロラトゥーラ・ソプラノとして活躍した。1980年に引退してからは、ニューヨーク・シティ・オペラのゼネラル・マネージャーに就任した。成功した著名人ではあるものの、現実的な人柄や、先天的欠損症に対する予防や加療を支援する慈善活動によって多大な好感を集めていた。

## 生涯

### 生い立ち
本名はベル・ミリアム・シルヴァーマン(Bell Miriam Silverman )といい、東欧系ユダヤ人移民の第1世代を祖先にもつ。ニューヨーク州ブルックリン近隣に住む労働者階級の、ロシア語やルーマニア語を話す家庭に育った。3歳のときに赤ちゃんコンテストに出場し、歌を歌って受賞。娘の音楽的才能を確信した母親により、ダンスや声楽、舞台発声法の稽古に通わせられた。
1930年代に児童歌手としてラジオ番組に出演し、子役として短編映画にも出演した。1936年に名高い声楽教師エステル・リーブリングに師事し、その奨めによりCBSラジオの素人番組のオーディションを受けて合格、毎週日曜日に合唱団員としてその声が聴衆に届くこととなる。

### 初舞台
1945年にギルバート＝サリヴァンのオペレッタによりプロの声楽家として初舞台を踏む。1947年にフィラデルフィア市民歌劇場において、ビゼーの『カルメン』のジプシー娘、フラスキータ役によってオペラに初進出を果たす。1953年9月15日、ボーイトの『メフィストーフェレ』における「トロイのヘレン」を演じて、サンフランシスコ歌劇場にデビュー。1955年、ヨハン・シュトラウス2世の『こうもり』におけるロザリンデ役でニューヨーク・シティ・オペラにデビュー。ダグラス・ムーアの『ベイビー・ドウのバラード』のニューヨーク初演でタイトルロールを演じ、その名声を確かなものとした。
1956年にオハイオ州の新聞「クリーヴランド・プレイン・ディーラー」紙の社主ピーター・グリーナウ（Peter Greenough）と結婚、2児をもうけるが、一人は聾者であり、もう一人は精神遅滞児であると告げられた。このため一時的に引退して、育児に専念することとなる。
1964年1月に歌手活動を再開し、オペラ・カンパニー・オブ・ボストンの『魔笛』に「夜の女王」役で出演した。驚異的なコロラトゥーラの技能によって、その演技は非常に持て囃されたものの、シルズ本人はこの役柄を好いてはいなかった。
1966年にニューヨーク・シティ・オペラが、当時まだ有名でなかったヘンデルの傑作オペラ・セリア『ジュリアス・シーザー』の復活公演に取り組むと、シルズもクレオパトラ役で出演し、これによって世界的なスター歌手の地位を手に入れた。
その後は、リムスキー＝コルサコフの『金鶏』における「シェマハの女王」役や、マスネの『マノン』やドニゼッティの『ランメルモールのルチア』のタイトルロール、プッチーニの『三部作』における修道女アンジェリカやジョルジェッタ、ラウレッタを次々に演じた。
1969年に、ロッシーニの『コリントの包囲』でパミーラ役でスカラ座に出演。1975年4月にも同じ作品でメトロポリタン歌劇場に初登場し、18分間にわたる拍手を受けた。

### 引退後
1980年に引退後は、1991年までニューヨーク・シティ・オペラのゼネラル・マネージャーを勤め、当時経済的に苦境にあった同劇場が、企業として独立できるように尽力した。1994年から2000年までリンカーン・センターの会長を務めている。数々の芸術問題や、慈善団体“March of Dimes”による福祉事業にも献身を惜しまなかった。2002年にメトロポリタン歌劇場の委員長を務めるために復職したが、2005年1月に家庭の事情により辞職した。それまで8年にわたって彼女が老人ホームで介護を続けていた夫を喪ったからである。
1976年に回顧録『 Bubbles:  A Self-Portrait 』（ISBN 0446815209）を、1987年に自叙伝『 Beverly: An Autobiography 』（ISBN 0553051733）を上梓している。
2005年10月26日、メトロポリタン歌劇場は若手アメリカ人歌手の育成を目的とする助成金、“Beverly Sills Artist Award for Young Singers”を設立したことを報道機関に発表した。一説には、この基金は民主党支持者の拠出によるものであったと伝えられている。
肺がんを患い、2007年7月2日にニューヨークの自宅にて死去。78歳だった。

## 特徴・評価
華やかなオペラ歌手として活躍中に、オペラのレコードを80点制作した。テレビ放映されたオペラ公演にも8回登場し、いくつかの音楽特番にも出演している。
声質としては本質的に、明るく力強いリリック・コロラトゥーラであったにもかかわらず、年齢を重ねるにつれて、ドニゼッティの《ロベルト・デヴルー》のマリア・ステュアートやヴェルディの《椿姫》のヴィオレッタなど、ドラマティック・コロラトゥーラ・ソプラノ歌手に適した、より重い役柄を数多く手がけるようになった。劇的な解釈により自分の声の軽やかさを克服する能力ゆえに絶賛されたが、そのことは犠牲を強いるものであったろう。シルズは後に、《ロベルト・デヴルー》は彼女の歌手生命を4年は縮めたと語っている。